# 신토
신토(일본어: 神道 신토/신도[*] ) 또는 유신도(일본어: 惟神道 칸나가라노미치[*])는 일본 신화, 가미, 자연 신앙과 애니미즘, 조상 숭배가 혼합된 일본의 민족종교이다. 자연과 신을 하나로 보고 신과 인간을 잇는 도구와 방법이 제사이며, 그 제사를 지내는 곳이 신사이고 성역화되었다. 메이지 유신부터 제2차 세계 대전이 끝날때까지 있었던 국가신토는 그 이전까지의 신도와는 다르게 왜곡되었다. 신도의 특징은 교조, 창시자, 경전, 천당과 지옥이라는 식에 내세관이 없다는 점이다.

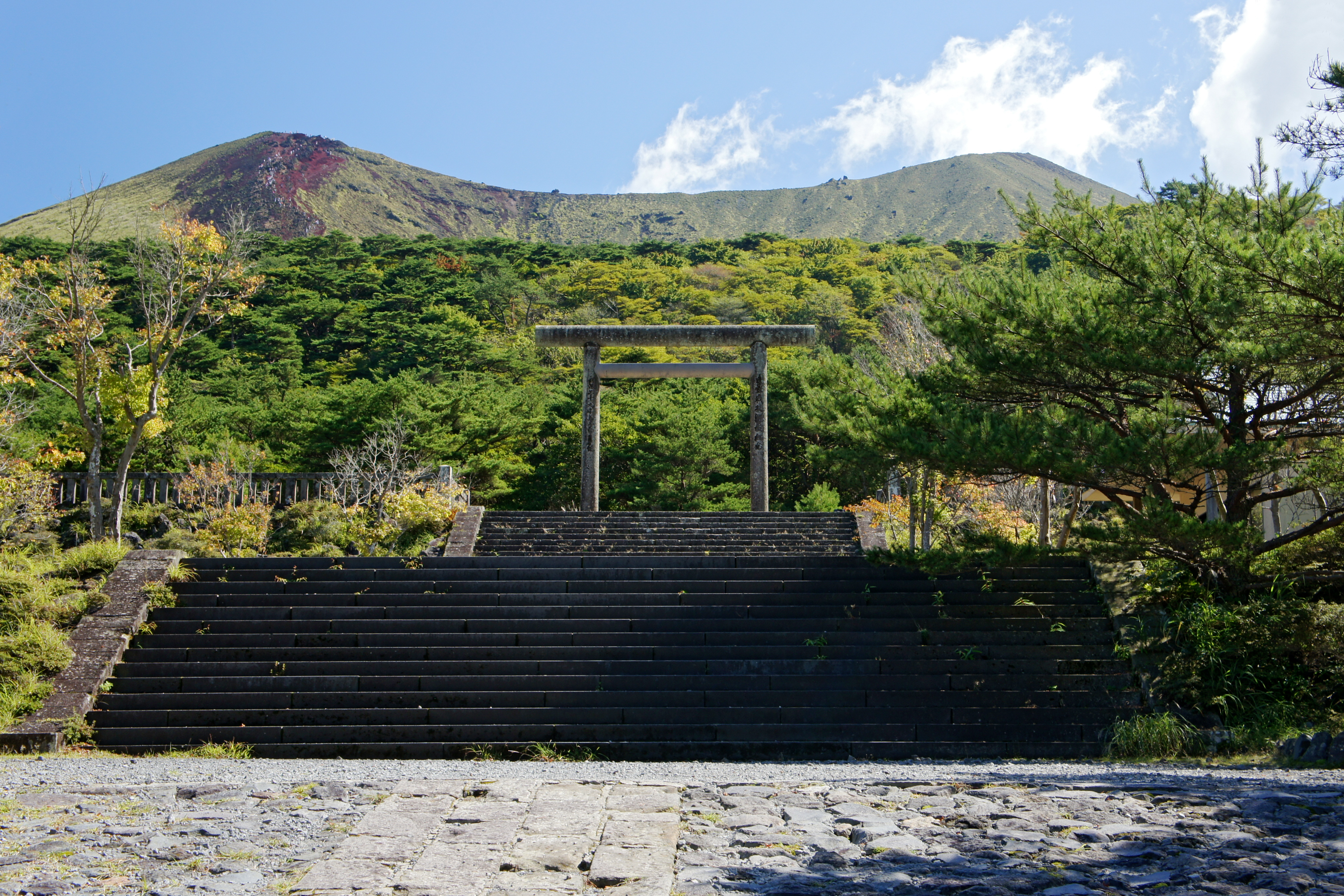
천손강림의 무대인 타카치호 하원

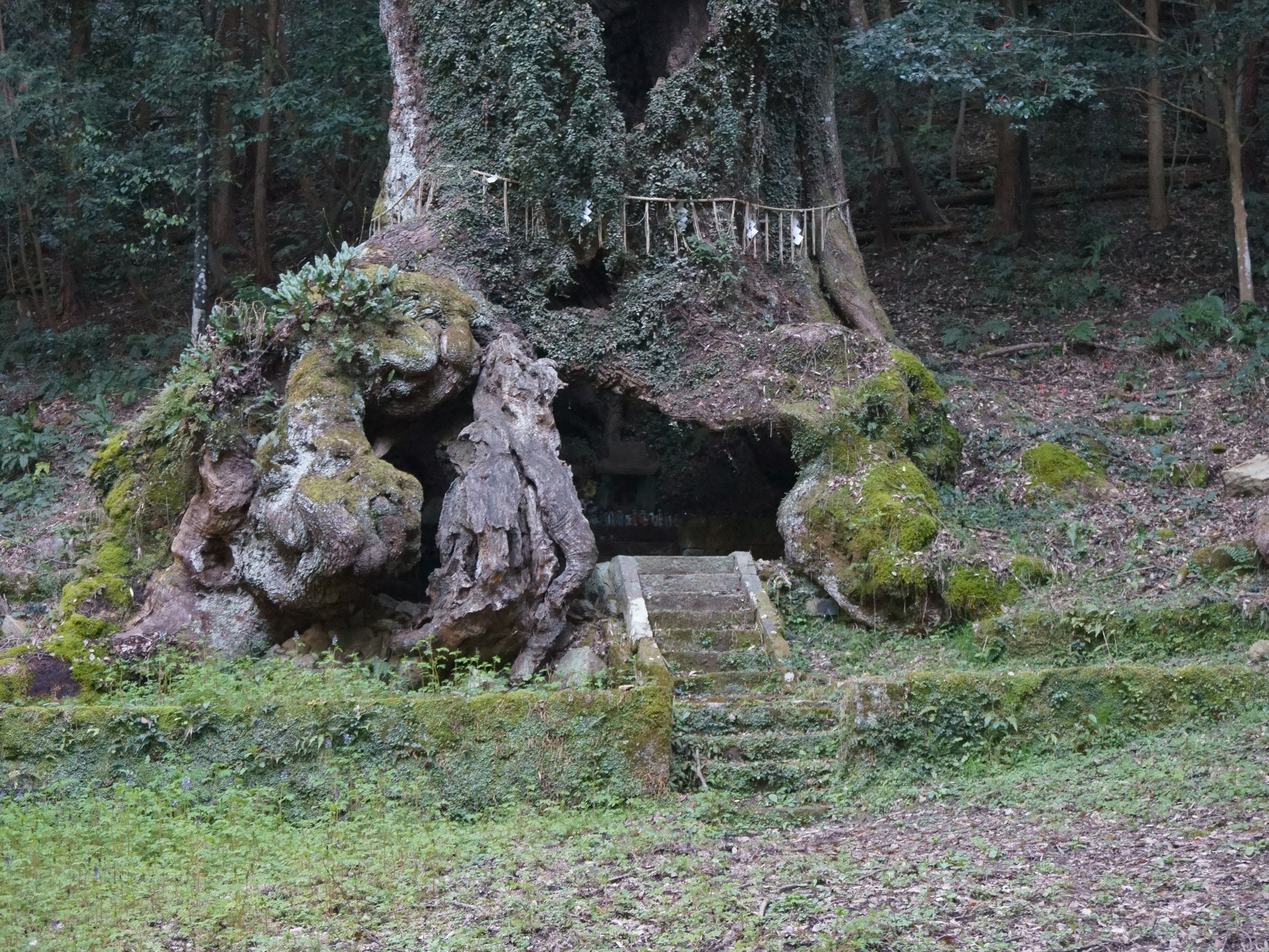
나이 3천년 정도인 타케오 신사의 나무

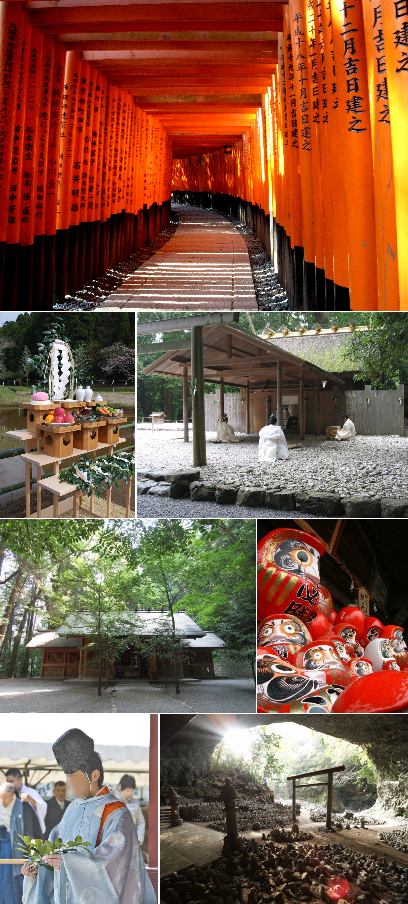

## 개요
신토는 고대 일본에서 기원하는 종교이다. 일본어에서 종교명은 대체로 ~~교 형태이지만 신도는 신교라 하지 않고 신도라 부른다. 전통적 민속신앙, 자연신앙, 조상신앙등에 기반해 호족층 뿐 아니라 중앙 지방 상하고하를 막론하고 서서히 성립되어왔다. 또 일본의 국가형성에 영향을 주었다.
신도에는 교조, 교리, 창시자가 없고, 기독교의 성경, 이슬람교의 꾸란에 해당하는 공식적인 경전도 없다. 고사기, 일본서기, 고어습유(古語拾遺), 선대구사본기, 선명(宣命)등의 신성한 책[神典]으로 불리는 고전들이 신도의 경전으로 간주된다. 삼라만상에 가미가 머문다 생각하며 조상을 신격화하고 천진신과 국진신 등을 기리는 마쓰리나 제사(祭祀)를 중시한다. 정명정직(浄明正直, 밝게 깨끗하게 바르게 곧게)을 덕목으로 한다. 다른 종교에 비해 현세 중심적이다. 신도는 삼라만상을 신들이 체현하여 머무는 유신도라 부르기도 한다. 가르침은 신사의 제사를 통해 전해지고 있다. "5개조의 서약문"라거나 동요인 도랸세 등에서 볼 수 있듯 일본사회에 미치는 신도의 영향력은 광범위하다. 신도는 지연, 혈연 등으로 맺어진 공동체(부족, 마을 등)를 보호할 목적으로 신앙되었으나 불교는 주로 사람들 개인의 위안, 영혼의 구원, 국가 수호를 비는 목적으로 신앙되어왔다는 것이 가장 큰 차이점이다.

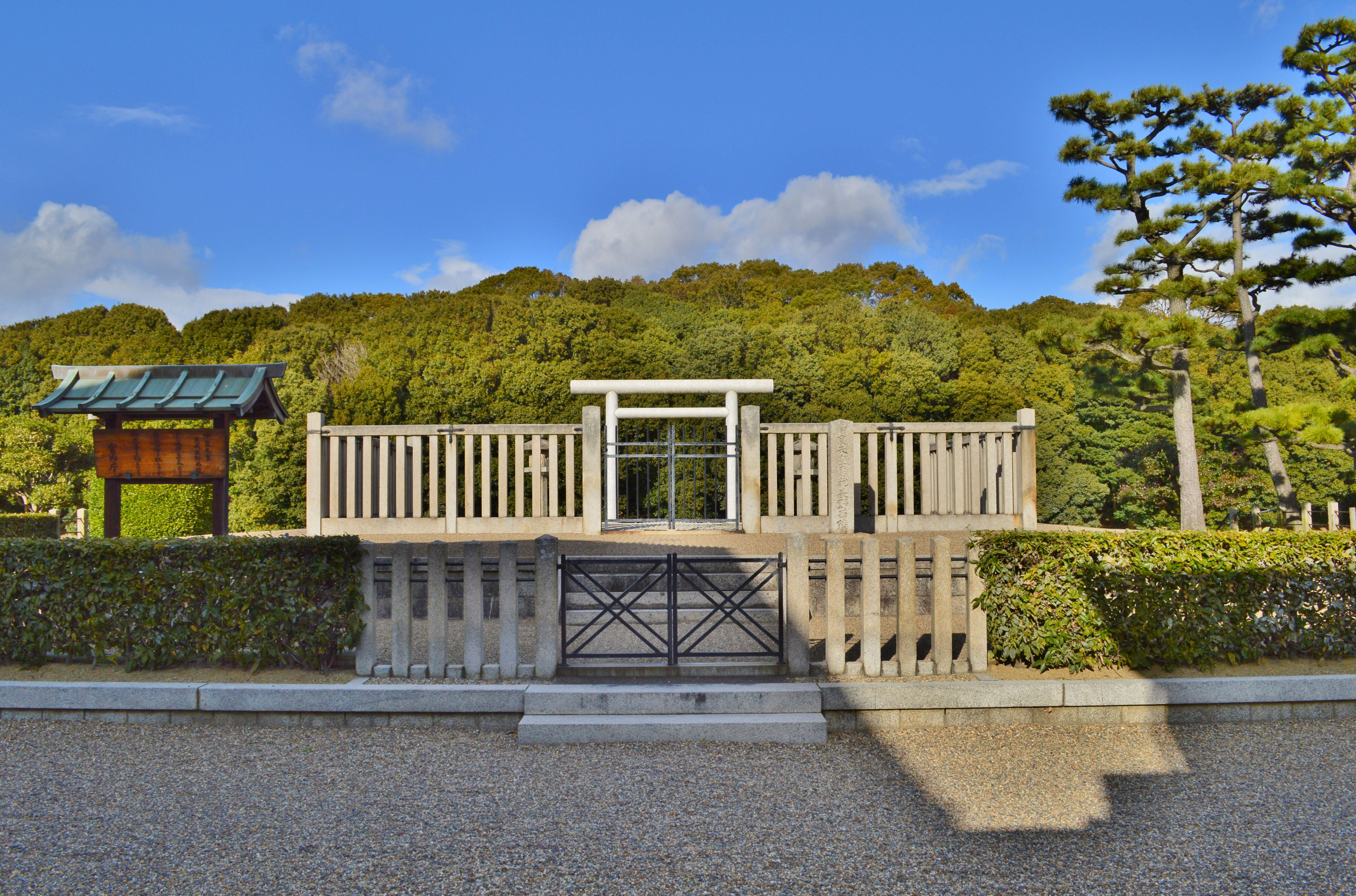
천황릉(주아이 천황, 혜아장야서릉)

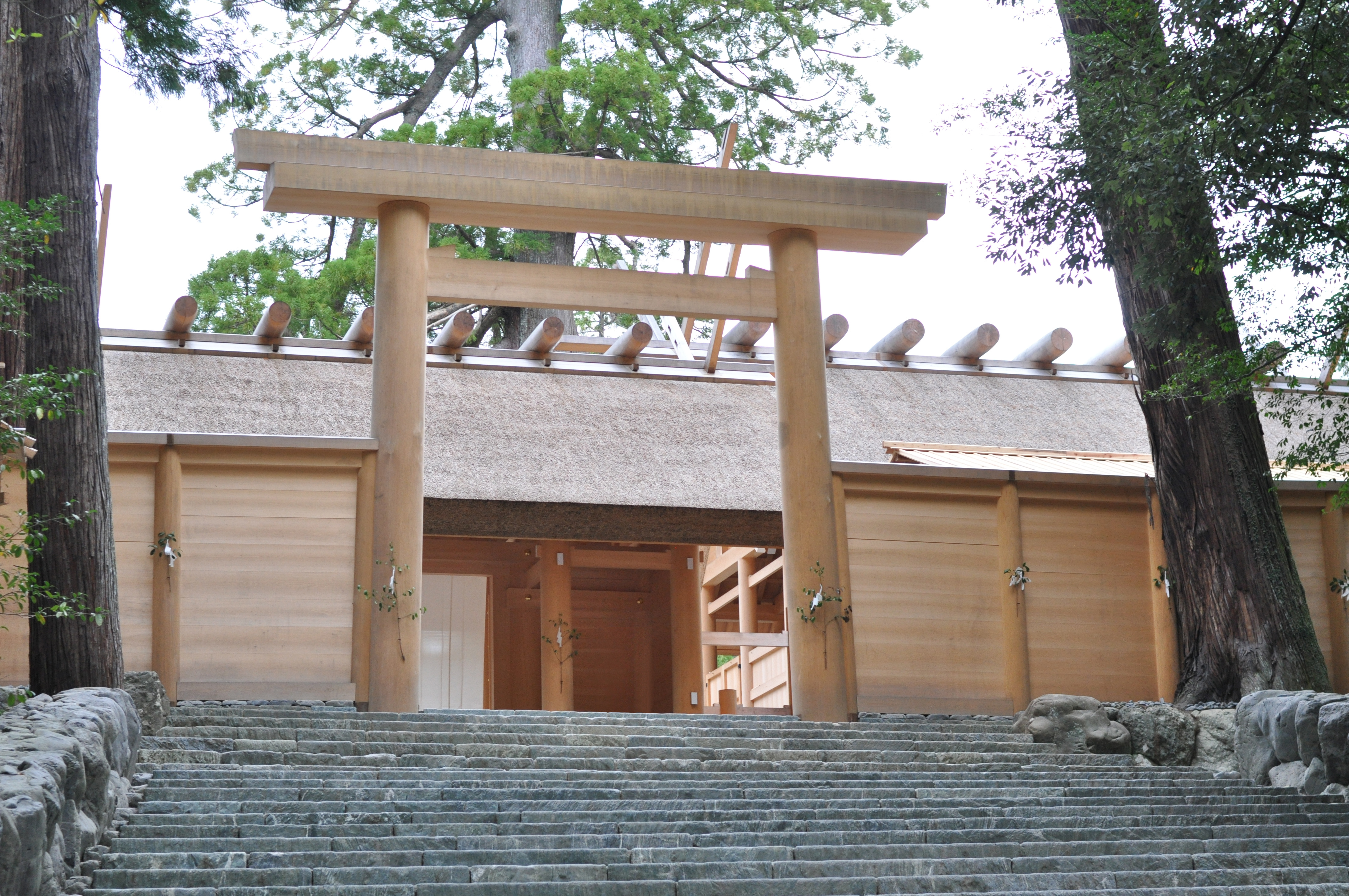
이세 신궁 내궁

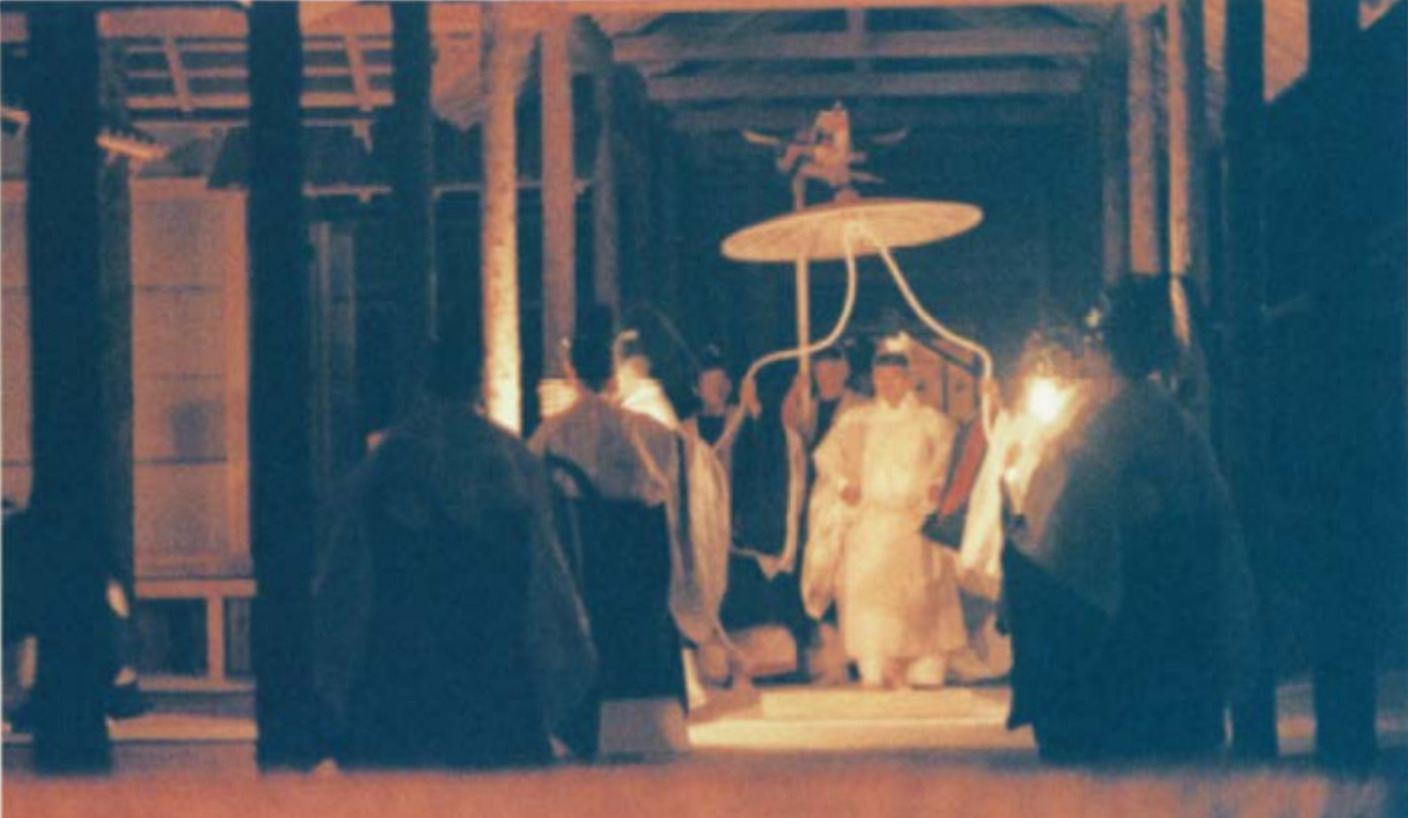
상황 아키히토의 대상제(大嘗祭)(1990년)

신도는 나라시대 이후 오랫동안 불교와 섞여 하나가 되어왔다. 한편 이세 신궁과 이즈모 대사처럼 일찍부터 불교와 분리되어 운영된 신사도 있다. 메이지 시대에는 천황 중심의 국민통합을 위해 모든 신사에서 불교를 분리하였다. 신도의 중심에 인위적으로 천황가를 둔 것이다.
궁중제사를 보면 황실과 신도는 관계가 밀접함을 알 수 있다. 신도의 신앙 대상은 천황과 그 조상들이라는 가미이다. 일본인들이 신불습합을 인정했던 것처럼 황실도 신도와 불교의 제사를 함께 하였다. 황실에서 신도색이 강해진 것은 고카쿠 천황이 궁중제사를 부활시킨 이후이다. 메이지 천황 시기의 신불분리와 신도 국교화 정책 이후 황실에서 불교색은 더 희미해졌다.

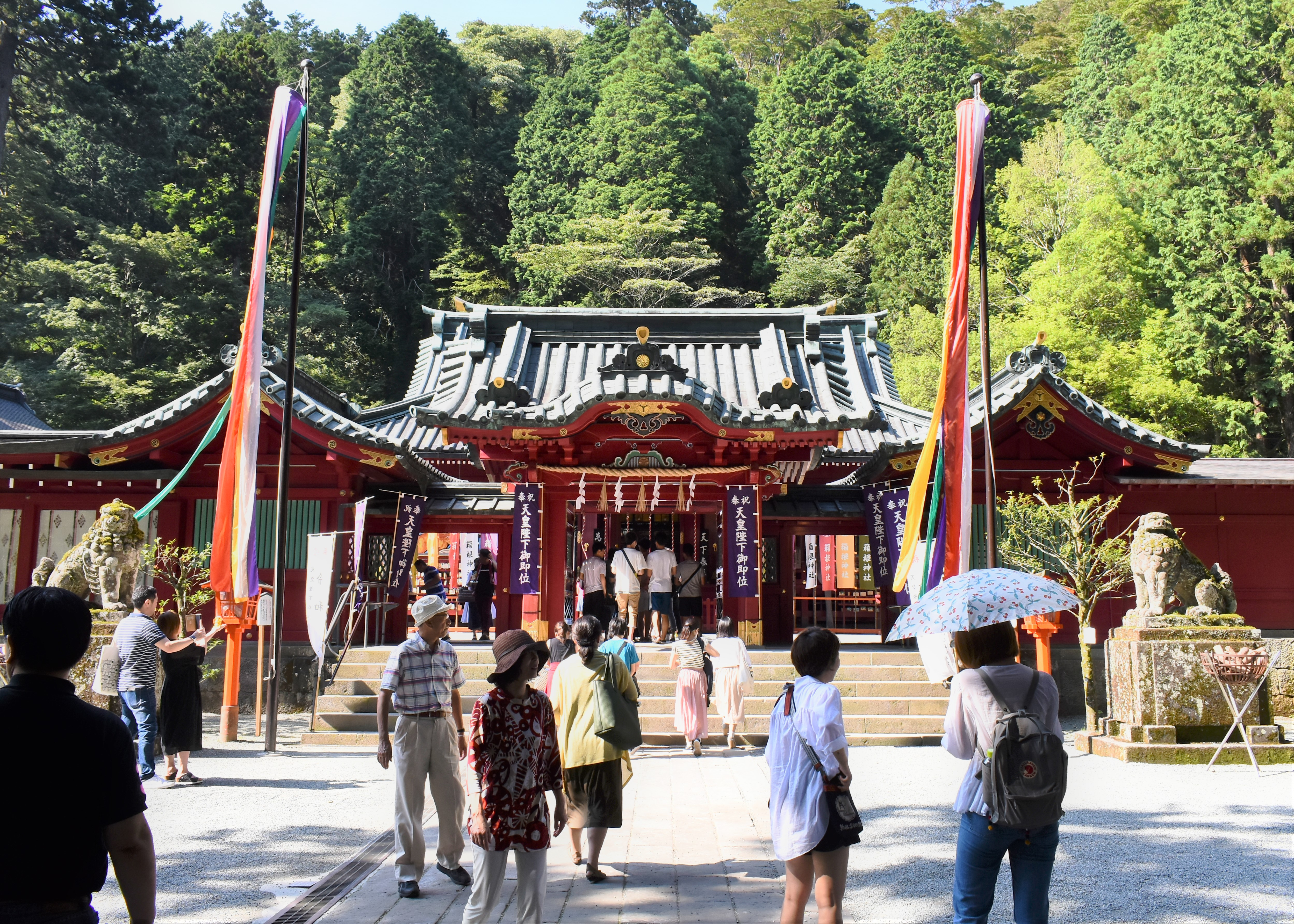
하코네 신사

현대의 신토는 헤이안 시대 중기에 편찬된 율령의 실행세칙인 연희식(延喜式)을 기준으로 옛날부터 야마토 왕권에서 제를 지내던 신들을 중심으로 재편하고, 불교 및 지방의 신들(조상신들 등)도 합쳐 본종을 이세 신궁으로 하여 전국의 신사 대부분은 신사본청이 관리한다. 신사본청은 행정기관이 아니고 종교법인이다. 일본내에 85000개의 신사가 등록되어있고 1억 600만명이 지지자라고 "종교연감(宗敎年鑑)"에 나와있지만 일본인 70%가 스스로를 무교라고 말하는 사실과 모순된다..

## 유래와 교리

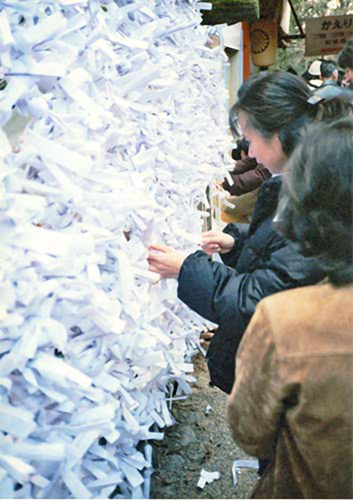
가스가타이샤에서, 오미쿠지를 묶는 사람들

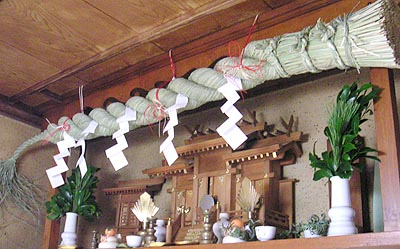
일반 가정의 가미다나(신단)

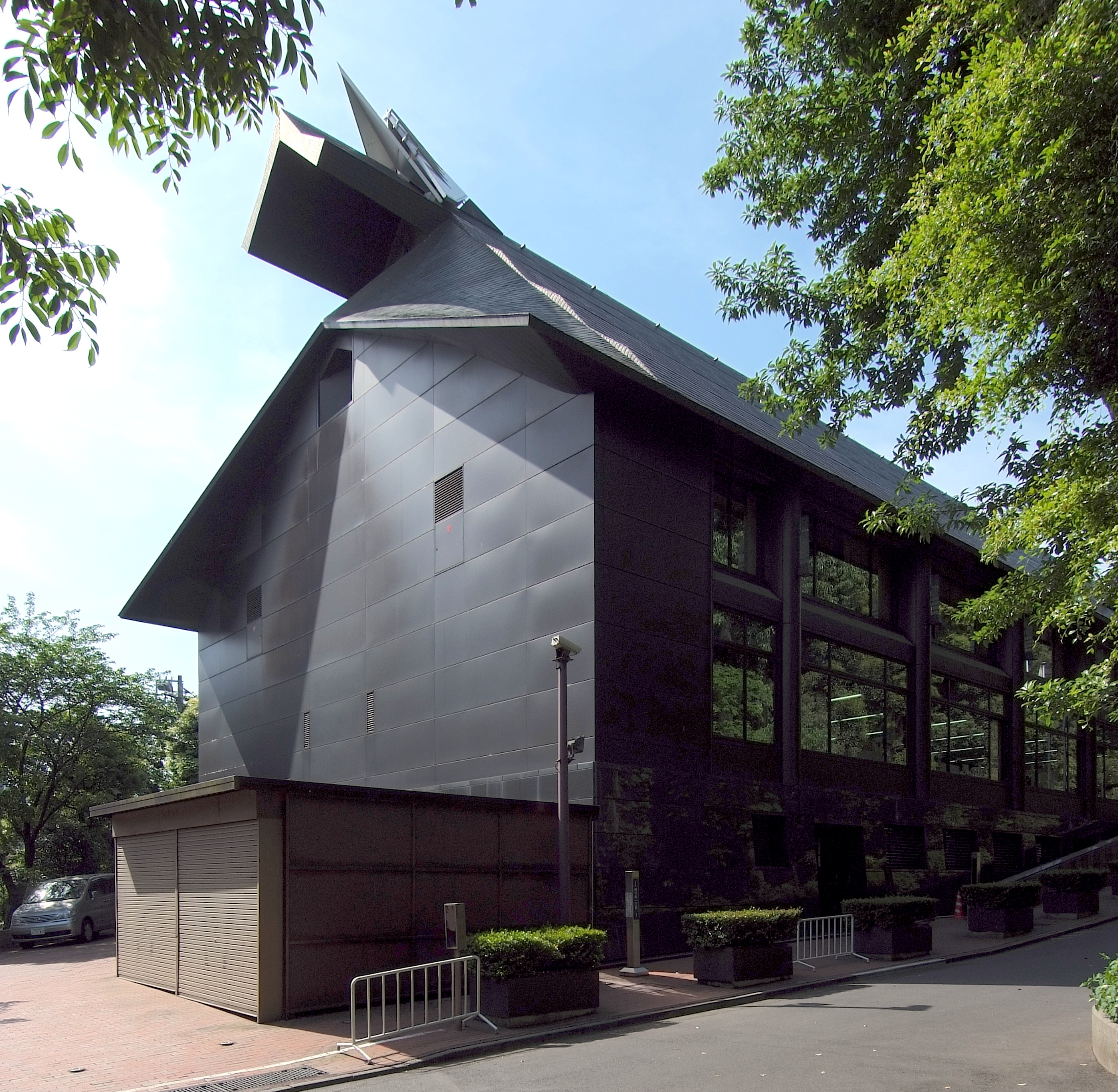
신사본청 (요요기)

신토는 일본의 풍토, 자연재해, 생활습관에 따라 자연스럽게 발생한 종교관념이다. 따라서 개조가 없으며 조몬 시대에 시작해 야요이 시대, 고훈 시대에 걸쳐 그 원형이 형성되었다고 생각된다  .
신토라는 명칭은 가미의 길(かんながらの道)이라는 뜻이다. 역경, 진서에 보이는 신도라는 용례는 「神（あや）しき道」의 의미로 일본의 신도 관념과는 관계가 없다. 신도라는 말은 일본서기에 처음 보인다. .
19세기 말 서구 근대 종교개념이 들어오자 종교의 하나로 신도를 정의하려는 시도가 생겼다. 20세기 초 종교학이 본격적으로 연구되면서 학문적으로도 신도라는 말이 사용되기 시작했다. .
신도에는 예수, 석가모니같은 카리스마적인 인물이 없다. 이후 정권의 필요에 의해 민속신앙이 활용되었고 제정일치를 보인 곳들도 있다. 신도가 교리를 언어로 남기지 않은 것은 고대부터 . 정권의 토착 민속 신앙의 지배적 인 제정 일치 가 이루어졌다 신도가 교리를 언어로 통일적으로 정착시키지 않은 것은 고대부터 일본을 「神ながら 事挙げせぬ国」로 봤기 때문이라고도 한다. 교리가 언어로 남겨지지 않았기 때문에 외래 종교와 쉽게 융합될 수 있었다. 이런 사례는 다른 종교에도 있지만 신도의 경우 특이하게 다양한 양상으로 융합되었다.
사실 불교가 전해지자마자 폐불파인 모노노베씨와 숭불파인 소가씨의 대립도 있었다. 중세에는 이세 신도를 시작으로 요시다 신도같은 여러 파벌이 발생해 反本地垂迹説등 복잡한 교리체계가 만들어졌다. 근세에는 히라타 아쓰타네가 기독교 종말론의 영향을 받아 유명심판사상(幽明審判思想)을 주장했고 그의 제자들이 천지어중주신(天之御中主神)을 창조신으로 하는 단일신교 형태로 신도를 변형하는 등의 상황이 벌어졌다. 근세 이후 유가신도 자체는 그리 세력이 없었지만 그들이 주장한 명분론은 여러 신도설들에 영향을 주어 존왕양이 사상을 확산시키고 막부 토벌의 주요 사상적 기반이 되었다.
근대에는 국가신토 주도의 신도사무국 제신논쟁(神道事務局祭神論争)같은 치열한 교리투쟁도 있었지만 결국 정부도 신도에 공통되는 교의체계를 만드는 것은 어렵다는 결론을 내리고 일본 제국 헌법에 기반한 종교의 자유가 인정되었다. 종교의 자유 인정은 서구형 근대화 과정에서 근대국가임을 분명히 하기위한 장치이기도 했다.

## 분류

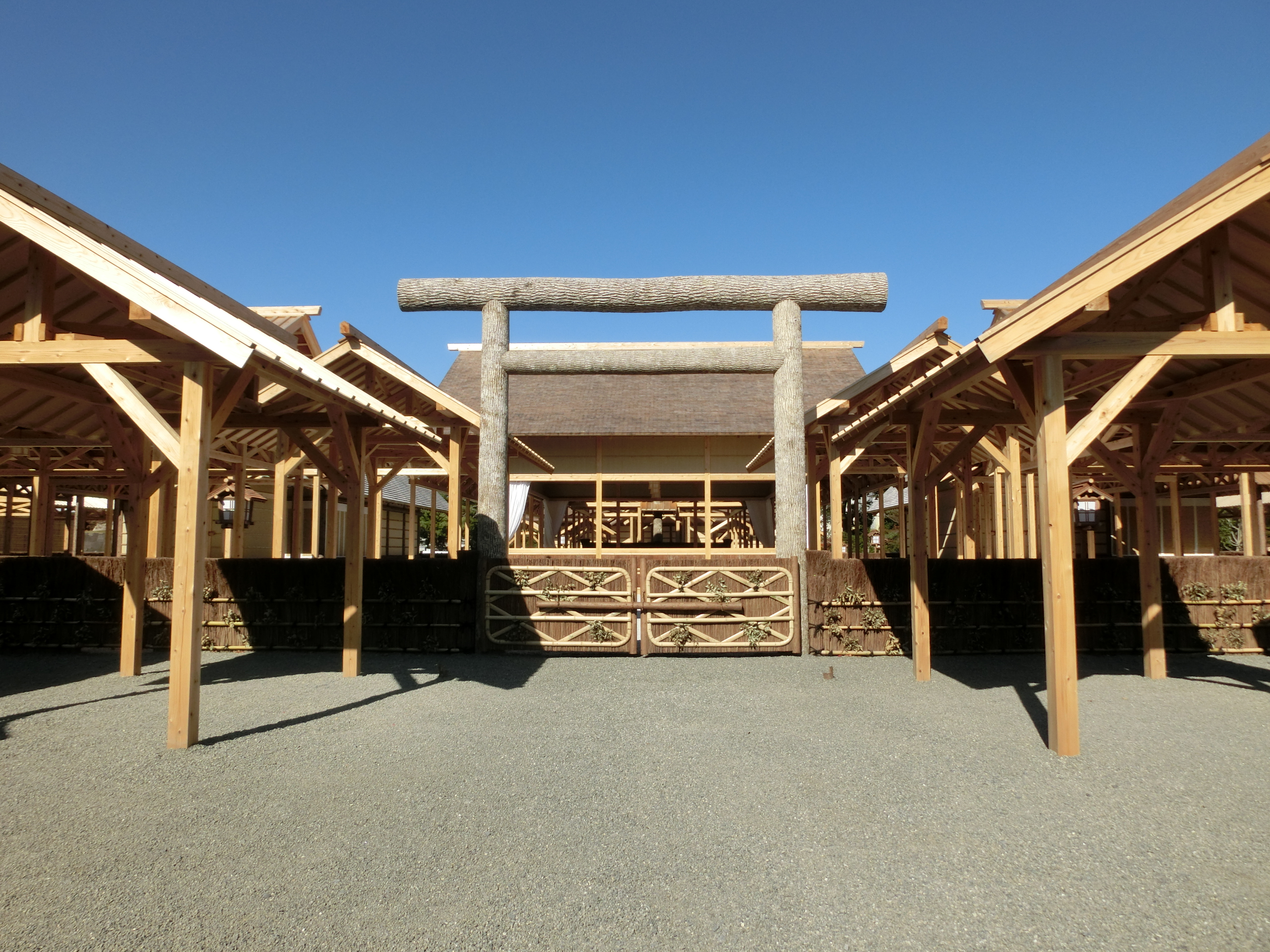
新嘗祭가 이뤄지는 大嘗宮

황실신도(= 궁중제사)
황거 내에서 이루어지는 일본 황실의 신도이다. 황실신도에서는 해가 바뀌면 사방배四方拝와 세단제歳旦祭를 수행하고 풍년과 국가, 국민의 안녕을 기원하는 新嘗祭를 지낸다. .
신사신토
신사를 중심으로 氏子・崇敬者들이 제사의례를 수행하는 신앙형태. .
민속신도
민간신도라고도 하며 민간에서 수행된 행사들을 통칭한다. 道祖神・田の神・山の神・竈神 등이 있다. 수험도, 밀교, 불교, 도교 등과 섞이는 경우도 많다. 이자나기류(いざなぎ流)도 포함한다.
교파신토 (신도13파)
지도자의 종교적 체험에 기반하며 신흥종교 색깔이 많다.
고신토 (원시신도)
유교와 불교의 영향을 받기 전의 신도. 에도 국학에 따라 옛 신도를 복원한 것으로 복고신토, 고도, 황학, 본교(復古神道・古道・皇学・本教) 등으로도 불렸다. 메이지 이후 고대적 요소만을 차용해 새로 만든 종파도 포함한다. 에도 국학의 영향까지도 배제한 경우는 순신도, 원시신도(純神道・原始神道)라고 한다.
국가신토
메이지 유신부터 제2차 세계 대전 사이 국가의 지원하에 유지된 신도를 말한다.  천황제적 전체주의와 결합하기 위해 만들어진 것이다.
귤가신도 (橘家神道, 키츠케신토)
玉木正英가 가업으로 이어오던 종파가 확산되어 만들어진 신도. 「鳴弦」「蟇目」「守符」「軍陣」등 구전이나 비전으로 전해지는게 많다. 요시다 신도와 음양도의 영향도 받았다. 현대에는 거의 소멸되었다고 하지만 수행법이나 발상 등은 민간신앙에 부분적으로 남아있다. .
운전신도 (雲伝神道, 운덴신토)
진언종 승려 자운(慈雲)이 설법한 신도. 불교색을 지우고 고사기 일본서기를 중심으로 복고신도적인 사상과 일본을 세계의 중심에 둔 뒤 진심「真心」을 중요하게 보는 신도를 일으켰다. 메이지 시대 이후 단절되었다. .
미와류신도 (三輪流神道)
나라의 미와산을 중심으로 승려 慶円이 일으킨 신도. 미와의 가미와 이세의 가미를 하나로 하고 비로자나불을 포함한 신도. 大神神社에서 両部神道나 신불습합 등의 영향을 받았다. 무로마치 시대에 발생하여 이세신도, 진언종, 음양도 등이 뒤섞였다. 메이지 시대에 사실상 폐기되었으나 이후 명맥을 유지했다. 현재는 「大神教」라 하고 노 (연극) 미와(「三輪」)와 관계가 있다.
오전신도 (烏伝神道, 우덴신도)
에도 시대에 賀茂規清가 일으킨 신도. 만물이나 형상에는 신령이나 영혼이 영향을 준다고 보았다. 또 사람이 태어나는 것은 행혼「幸魂」이, 죽는 것은 기혼「奇魂」이 작용하는 것이라고 설명했다. 그 교의로 사람들을 현혹하여 교조 賀茂規清는 유배되어 죽었다. 오전신도는 사라졌지만 그 일부가 禊教에 전승되었다. .
이런 다양한 신도가 있었지만 간단하게 신도라고 하면 지금은 신사신도를 가리킨다.
무엇을 중심으로 두는가에 따라 마쓰리형「祭り型」과 교리형「教え型」이 있다.
마쓰리형 신도
의례 중심의 사인신도(社人神道)
- 앞서 언급한 황실신도, 신사신도, 민속신도 등

교리형 신도
교학을 중심으로 하는 학파신도(学派神道)
- 신불습합계 : 両部神道・山王一実神道 등
- 신유습합계 : 儒家神道・理学神道・伊勢神道（＝度会神道）・垂加神道 등
- 가원신도(家元神道) : 唯一神道（요시다 신도) 등
- 복고신토 : 히라타 아쓰타네 · 大国隆正 등
  - 국학계 교단 : 出雲大社教・神道修成派 등
  - 영학(霊学)계 교단 : 神道天行居 등
- 기타
  - 산악신앙계 : 実行教・御嶽教 등
  - 영시(霊示)계 : 黒住教・金光教・천리교 · 오모토 등
  - 오모토계 신종교 : 생장의 집 ·世界救世教・白光真宏会 등
  - 구세교(救世教)계 신종교 : 世界真光文明教団・崇教真光・ス光光波世界神団・神慈秀明会 등

## 신도 연구
이즈모 풍토기『出雲風土記』에 기록된 것만 봐도 헤이안 시대 이전부터 신도에 관한 연구가 있었다. 가마쿠라 시대에는 이세 신궁의 신관들이 학문적으로 접근했고 점차 현재의 신기신앙(神祇信仰) 형태를 띠게되었다.{{R|SS}
} 이런 이세파의 노력은 에도 말기에 お伊勢参り로 확립되어 지식인들과 서민들 일부의 지지를 얻었다. 한편 모토오리 노리나가가 에도에서 고사기의 상세한 주석을 달아 고사기전을 써서 국학의 주류가 되었다. 신도는 고대엔 불교에서 근세에는 유교의 영향을 받았다.
신도사 연구는 宮地直一가 체계화했다. 그는 고쿠가쿠인 대학의 전신인 황전강구소(皇典講究所)에서 신대사를 강의했고 『神祇史』(1910)을 출간했다. .
신도의 성립기는 여러 설이 있다. 1) 7세기 후반 율령제사제. 天武・持統天皇기설이다. 2) 8-9세기 헤이안 시대 초기설로 高取正男의 주장이다. 3) 11-12세기 원정기 성립설로 井上寛司의 주장이다. 4) 15세기 요시다신도 성립기설로 黒田俊雄의 주장이다.

## 주요 신앙
하치만신앙(八幡信仰)
옛날 하치만 신으로 부르던 다케하야 스사노오노 미코토, 五十猛神을, 현재는 오진 천황, 진구 황후 등을 널리 믿고있다. 우사 신궁이 기원이지만 신불습합이 진행되어 조정 뿐 아니라 겐지가문 등 무가를 비롯해 전국으로 퍼졌다. .
이세신앙(伊勢信仰, 神明神社)
고대 황조신 아마테라스 오미카미를 이세 신궁에 모시고 비로자나불과 습합했지만 다시 분리를 했다. 천황이 참배한 경우는 드물다. 곳곳에 신명신사가 퍼져있다. 이세신궁은 이세 시의 1/3이며, 총면적은 5,500ha이다. 일본서기에는 B.C. 2C에 일본 왜왕의 선조 여신 '아마테라스오미카미'를 모신 곳이다. 독득한 점은 20년마다 옛 건물을 헐고 그 자리에 다시 동일한 건물을 세운다는 점이다.
천신신앙(天神信仰, 덴만구)
본래 덴진은 천진신과 국진신을 지칭했으나 스가와라노 미치자네 사후 원령이 된 것이 두려워 이후 신불습합을 한 뒤 天満大自在天神으로 신격화된 어령신앙으로 다자이후텐만구와 기타노 덴만구를 중심으로 퍼져였다. 주로 라이진과 학문의 신으로 믿고있다.
이나리신앙(稲荷信仰, 이나리 신사)
이나리 오미카미와 곡물신 宇迦之御魂神을 모시는 후시미 이나리 신사에서 기원했으며 에도시대에는 神大市比売나 大年神으로 장사와 산업의 신으로 믿어졌다. 하타씨(秦氏)이기도 하고 원래 해인족의 신이었다고 생각된다.
쿠마노신앙(熊野信仰)
황조신 須佐之男命을 모신다. 出雲国造를 모신 熊野大社나 熊野国造를 모신 熊野那智大社、熊野速玉大社 등에서 기원했다. 모노노베씨족계가 많이 모신다. 불교나 수험도 등과도 관계가 있다. .
스와신앙(諏訪信仰, 스와 신사)
오쿠니누시의 아들인 해신족 스와씨의 선조 建御名方神과 아내인 八坂刀売神를 모신다. 洲羽国造、科野国造등을 모시는 스와 대사에서 기원했다. 고대에는 수렵, 농경, 바람, 물의 신이었고 가마쿠라 시대에는 무신으로 무가에서 믿었다.
기온신앙(祇園信仰, 八坂神社、津島神社)
인도에서 유래한 祇園牛頭天王과 須佐之男命를 모신다. 야사카 신사, 쓰시마 신사, 스가 신사를 중심으로 牛頭天王の八柱の御子・八王子権現와 함께 蘇民将来설화에서 역병과 재해의 신으로 믿고있다.
햐쿠산신앙(白山信仰)
白山比咩神社에서 기원했으며 白山比咩神라 부르는 菊理媛神를 모신다. 물의 신이고 이자나기노 미코토와 이자나미노 미코토 신화에서 인연의 신으로 믿어진다.
산왕신앙(山王信仰, 日吉神社)
히에이산의 산신으로 오래전부터 大山咋神(=少名毘古那神)을 모신다. 히요시타이샤를 기원으로 빨리 신불습합을 하였으며 山王権現을 각지의 히요시 신사와 히에신사(日枝神社)에 모셨다. 역병과 재해의 신이다.
산신신앙(山神信仰)
오야마쓰미노카미를 모신다. 광산 등에서는 金山毘古神를 함께 모시기도 한다. 신에 대한 믿음과 농경신에 대한 신앙이다.
浅間信仰
大山津見神의 딸 木花之佐久夜毘売을 모시지만 원래는 保食神을 모셨던 것으로 추정된다. 富士山本宮浅間大社에서 기원했고 和邇氏족계에서 모셔왔다. 화산, 불, 출산의 신이다.
카스가신앙(春日信仰, 가스가 신사)
나카토미씨의 선조 天児屋命, 天美津玉照比売命, 建御雷神 외에 国譲り신화의 経津主神도 함께 모신다. 가스가타이샤에서 유래했고 나카토미씨족이 모신다.
가시마신앙 (鹿島信仰)
나카토미씨의 선조 建御雷神을 모신다. 가시마 신궁은 가스가타이샤에서 기원했다. 지진을 일으키는 메기를 봉인한 신이고 建御名方神에게 승리한 신으로 무도의 신이기도 하다.

## 역사
| 신화 - 일본 신화 - 古来の神祇信仰 - 야마토 왕권 - 다카마가하라 - 천진신과 국진신 - 이즈모국 - 神に祀る 고대 - 이세 신궁 - 이즈모 대사 나라시대 - 神仏習合、厭魅 헤이안시대 - 延喜式 - 斎宮 - 斎院 - 어령신앙 | 중세 - 伊勢神道、神道五部書、中世日本紀、度会神道 근세 - 神儒合一, 국학, 復古神道、垂加神道 (에도 시대), - 烏伝神道, - 禊教 - 黒住教（幕末に黒住宗忠が興した天照大神の陽気に生命を求める神道） - 不二道（幕末に小谷三志が広めた富士講の一派で、日常道徳に重きを置いた） - 천리교 현대 - 국가신토 - 神仏分離、祭政一致、皇典講究所、教派神道、國學院、皇學館大学、神社整理（神社合祀）、神道指令 |

## 간단한 참배
다음은 일반적인 참배의 흐름이다. 신사마다 다를 수 있으나 대체로 어떻게 하라는 안내가 있다.
참배일로는 1일, 15일이 좋다고 한다. 참배전에 심신을 정결하게 할 필요가 있다. 일반 참배는 목욕, 샤워 등으로 몸을 씻고 가는 것이 바람직하다. 신사에 도착해서 도리이와 미카도(神門)를 지날때는 작은 목례(小揖)를 하는 것이 좋다. 복장도 추스리고 모자도 벗는게 좋다.
다음은 데미즈야에서 손을 씼는다. 손을 씻는 것은 마음까지 씻는 것이다. 손씻는 순서는 아래와 같다.
1. 데미즈야 앞에서 목례를 한다.
2. 국자를 오른손으로 들고 왼손을 씻는다. 다음은 오른손을 씻는다.
3. 오른손으로 뜬 물을 왼손으로 받아 물로 입을 헹군다. 국자에 입을 대지 않는다.
4. 국자를 세워 손잡이까지 물이 흐르게 씻는다. 다음 사람을 위한 배려이다.
5. 국자를 처음 위치에 두고 손과 입을 손수건으로 닦는다.
6. 목례를 하고 나온다.

무녀가 보조할 경우는 무녀의 지시를 따른다. 참배길[参道]을 지나서 새전함에 새전(賽銭)을 넣는다. 새전함 근처에 있는 령종(鈴鐘)을 울린다. 령종을 울리는 것은 사악한 기운을 내보내기 위한 것이다. 맑은 음색으로 가미를 불러 참배를 고한다.
영종을 울린 뒤 배례한다. 배례의 기본은 2배 2박수 1배이다
1. 몸을 90도로 굽혀 두번 절한다.
2. 박수를 두번 쳐 소리를 내고 다시 손을 모아 내린다.[51]
3. 한번 더 절한다.
4. 기원글을 올리는 경우 2배 -> 기원글 상주 -> 2배 2박수 1배 순이다.

2배 2박수 1배 앞뒤로 45도정도의 절을 한번씩 하면 더욱 정중하다. 소리내어 혹은 말없이 기원할 경우 2배 2박수 후 기원하고 1배로 마무리한다. 참배시엔 눈을 감지 않는다. 玉串는 참배 전에 묶고 시작한다. .
메이지 유신 이전엔 신불습합의 영향이 크고 참배 방법이 지역마다 다양했다. 1875년 式部寮에서 발표한 官国幣社의 祈年祭 관련 요강에서 2배 2박수 1배로 발표한 이후 거의 통일되었다. 이후 2차대전 중에 군대에서도 동일하게 적용되었다. 지금도 일부 신사에서는 예법이 다르다. 예를 들어 이즈모 대사, 우사 신궁, 이야히코 신사 등에서는 4박수이다. 이세 신궁, 아쓰타 신궁에서는 8배 8박수이다. 
집에 불행한 일이 있던 사람은 50일간 참배를 자제하는게 좋다. 穢れ 때문이다. 소리내지 않는 박수가 좋다고 생각하는 사람들이 있는데 그것은 잘못이며 원래 박수는 소리를 내는 것이다. 소리를 내지 않는 박수는 장례에서 사용된다.

## 같이 보기
- 신기관
- 일본 신화
  - 고사기
  - 일본서기
- 신사

일본의 3대 신사
- 이즈모 대사 - 시마네현 이즈모시 소재
- 이세 신궁 - 미에현 이세시 소재
- 오미와 신사(일본어판) - 나라현 사쿠라이시 소재